# اثوثاء (المهرة)

تعديل مصدري - تعديل

اثوثاء هي إحدى قرى عزلة جاذب بمديرية حوف التابعة لمحافظة المهرة، بلغ تعداد سكانها 17 نسمة حسب تعداد اليمن لعام 2004.